# Џестервил (Мериленд)
Џестервил (енгл. Jesterville) насељено је место без административног статуса у америчкој савезној држави Мериленд.

## Демографија
По попису из 2010. године број становника је 188.
| Група             | 2000.    | 2010.       |
| Белци             | 0 (0,0%) | 124 (66,0%) |
| Афроамериканци    | 0 (0,0%) | 54 (28,7%)  |
| Азијати           | 0 (0,0%) | 0 (0,0%)    |
| Хиспаноамериканци | 0 (0,0%) | 3 (1,6%)    |
| Укупно            | 0        | 188         |